# Cooper Temple Clause
The Cooper Temple Clause to brytyjska grupa grająca muzykę alternatywną post hardcore. Została założona w 1998 w Reading przez wokalistę i gitarzystę Bena Gautrey'ego, multiinstrumentalistę Toma Bellamy'ego, perkusistę Jona Harpera, klawiszowca Kierana Mahona, basistę Didza Hammonda i gitarzystę Dana Fishera. W 2005 roku Didz Hammond odszedł do Dirty Pretty Things, na basie zastąpił go Dan Fisher. Ten z kolei postanowił opuścić zespół w 2007, co doprowadziło do rozłamu grupy.
The Cooper Temple Clause nagrali trzy albumy: See This Through and Leave (2002), Kick Up the Fire and Let the Flames Break Loose (2003) i Make This Your Own (2007).
Najbardziej znanym utworem The Cooper Temple Clause jest "Promises, Promises".